# Quartet de corda (Debussy)
El quartet de corda en sol menor, op. 10 (L .91), va ser completat per Claude Debussy el 1893, quan tenia trenta-un anys. És l'únic quartet de corda de Debussy. Es va estrenar el 29 de desembre de 1893 pel Quartet Ysaÿe a la Société Nationale de Musique de París amb reaccions mixtes.

## Origen i context
Aquell any Debussy havia abandonat l'òpera Rodrigue et Chimène. Tenia previst escriure dos quartets de corda, dels quals només se'n va materialitzar un. Debussy el va voler dedicar primer al compositor Ernest Chausson, que va mostrar reserves personals. Finalment, el va dedicar al Quartet Ysaÿe.

## Anàlisi musical
L’obra es divideix en quatre moviments:
1. Animé et très décidé
2. Assez vif et bien rythmé
3. Andantino, doucement expressif
4. Très modéré – En animant peu à peu – Très mouvementé et avec passion

La seva sensualitat i els seus canvis tonals impressionistes són emblemàtics del seu temps i lloc, mentre que, amb la seva estructura cíclica, constitueix un divorci definitiu de les regles de l'harmonia clàssica i assenyala el camí a seguir. Després de la seva estrena, el compositor Guy Ropartz va descriure el quartet com «dominat per la influència de la jove Rússia (la patrona de Debussy a principis de la dècada de 1880 havia estat Nadejda von Meck, més coneguda pel seu suport a Txaikovski); hi ha temes poètics, sonoritats rares, els dos primers moviments són particularment remarcables».
Debussy va escriure que «qualsevol so en qualsevol combinació i successió és a partir d'ara lliure per ser utilitzat en una continuïtat musical». Pierre Boulez va dir que Debussy alliberava la música de cambra de «l'estructura rígida, la retòrica congelada i l'estètica rígida».
Maurice Ravel, un compositor impressionista associat amb Debussy, també va escriure un quartet de corda, una peça que es basa en el model de Debussy.